# Alvøyklubben
Alvøyklubben est une île norvégienne du comté de Hordaland appartenant administrativement à Øygarden.

## Description
Rocheuse et désertique, elle s'étend sur environ 140 m de longueur pour une largeur approximative de 105 m.